# Trosia nigropunctigera
Trosia nigropunctigera es una especie de lepidóptero de la familia de los megalopígidos.Fue descrita por David Stephen Fletcher en 1982.

## Descripción
Su tórax está revestido de pelos cortos y es de color blanco con seis manchas rojas distintas. Las alas anteriores son de color blanco con una sola fila de manchas negras paralelas al margen posterior. La cabeza, el abdomen, las patas y las alas anteriores son rojos.

## Distribución
Habita en los bosques de Costa Rica, Panamá, Colombia, Venezuela, Guyana, Ecuador y Perú entre 400 y 1200 m.